# Filles de Kilimanjaro
Filles de Kilimanjaro är ett musikalbum av Miles Davis som lanserades 1968 i Europa och 1969 i USA. Skivan spelades in i New York-studion Columbia 30th Street Studio mellan juni och september 1968. Albumet kan ses som ett övergångsalbum som banar väg för Davis "elektriska period" med start på albumet In a Silent Way. Redan på detta album förekommer diskret elektriska instrument. Chick Corea spelade på detta album för första gången med Miles Davis och spelade elpiano istället för Herbie Hancock på två av albumets spår. Davis valde att ge alla låttitlar franska namn. Miles Davis andra fru Betty syns på skivomslaget.

## Låtlista
Alla låtarna är skrivna av Miles Davis.
1. Frelon Brun – 5:39
2. Tout de Suite – 14:07
3. Petits Machins – 8:07
4. Filles de Kilimanjaro – 12:03
5. Mademoiselle Mabry – 16:32

Utgåvan på cd innehåller ett sjätte spår, en alternativ tagning av Tout de Suite.

### Medverkande
- Miles Davis – trumpet
- Wayne Shorter – tenorsaxofon
- Herbie Hancock – elpiano (spår 2–4 & 6)
- Chick Corea – elpiano (spår 1 & 5)
- Ron Carter – elbas (spår 2–4 & 6)
- Dave Holland – bas (spår 1 & 5)
- Tony Williams – trummor